# Вачёв (река)
Вачёв — река в России, протекает по Каргасокскому району Томской области. Устье реки находится в 59 км от устья по правому берегу реки Нюролька. Длина реки составляет 24 км. В устье находится село Мыльджино. Приток — река Вачёв 2-й.

## Данные водного реестра
По данным государственного водного реестра России относится к Верхнеобскому бассейновому округу, водохозяйственный участок реки — Васюган, речной подбассейн реки — Васюган. Речной бассейн реки — (Верхняя) Обь до впадения Иртыша.
Код объекта в государственном водном реестре — 13010800112115200031949.